# 摂陽群談
『摂陽群談』（せつようぐんだん）は、江戸時代に編纂された摂津国の地誌である。全17巻から成り、刊本は『大日本地誌大系』に収録されている。
岡田溪志（おかだけいし）が伝承や古文献を参照に元禄11年（1698年）から編纂を開始、同14年（1701年）完成した。江戸時代に刊行された摂津地誌としては記述が最も詳しく、和歌名所も多く収録されている。